# Bürgerforum (Berlin)

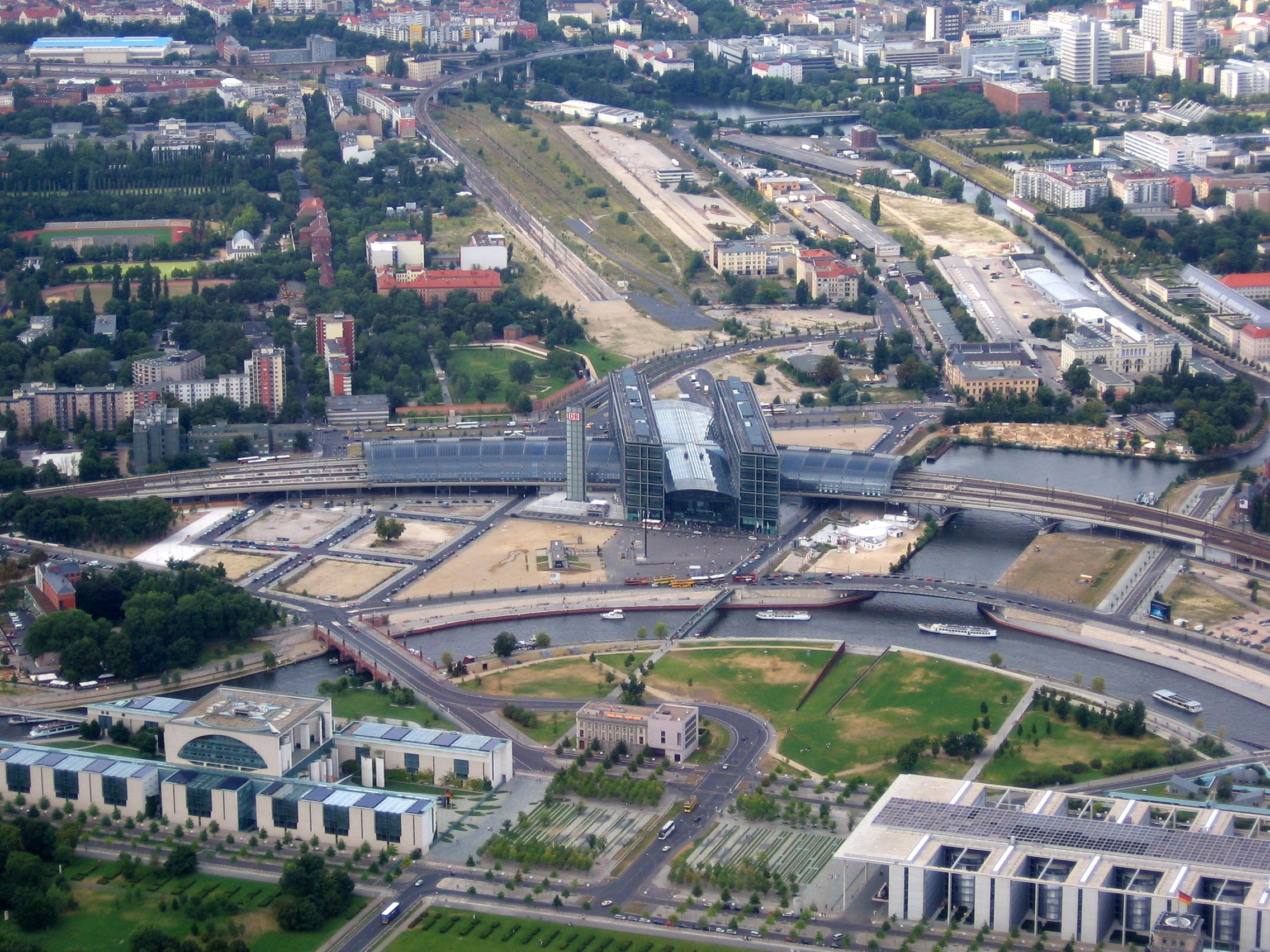
Baulücke des Bürgerforums zwischen Kanzleramt (unten links) und Paul-Löbe-Haus (unten rechts) (August 2008)

Das Bürgerforum ist ein öffentlicher Platz im Berliner Regierungsviertel. Als Teil des Bandes des Bundes sollte dort ursprünglich ein Gebäudekomplex gleichen Namens zusammen mit dessen anderen Bauwerken errichtet werden und sie vervollständigen. Zwischenzeitlich gab es immer wieder Versuche, den Bau in Gang zu setzen. Inzwischen wird eine Umsetzung des ursprünglichen Konzepts nicht mehr verfolgt.

## Lage
Der Standort für das Bürgerforum befindet sich im Zentrum des Spreebogens vis-à-vis des Humboldthafens, zwischen Kanzleramt und Paul-Löbe-Haus direkt neben der Schweizerischen Botschaft. Er liegt somit im Ortsteil Tiergarten und wird von der Otto-von-Bismarck-Allee nördlich und der Paul-Löbe-Allee südlich eingefasst und von der Heinrich-von-Gagern-Straße überquert.

## Entwurf
Der Entwurf der Berliner Architekten Axel Schultes und Charlotte Frank zum Band des Bundes sah mit dem Bürgerforum eine städtebauliche Verbindung von Kanzleramt und Paul-Löbe-Haus vor. Danach sollte dieses ein Ort der Öffentlichkeit mit verschiedenen Cafés, Galerien und Geschäften werden und das Gebiet innerhalb des Spreebogens dadurch eine gewisse Belebung erfahren.
Im Jahr 2018 initiierte die zuständige Berliner Senatsverwaltung für Stadtentwicklung eine Änderung des Bebauungsplans, wodurch die eigentlich provisorische Straßenführung auf der Fläche des Bürgerforums dauerhaft festgeschrieben und somit eine bauliche Umsetzung des ursprünglichen Entwurfs verhindert wird. Begründet wird dies u. a. durch gestiegene Sicherheitsanforderungen. Der Verzicht auf das Bürgerforum und insbesondere auf einen unzureichenden öffentlichen Diskurs über die städtebauliche Funktion des Ortes wird in der Fachwelt heftig kritisiert.

## Verkehr

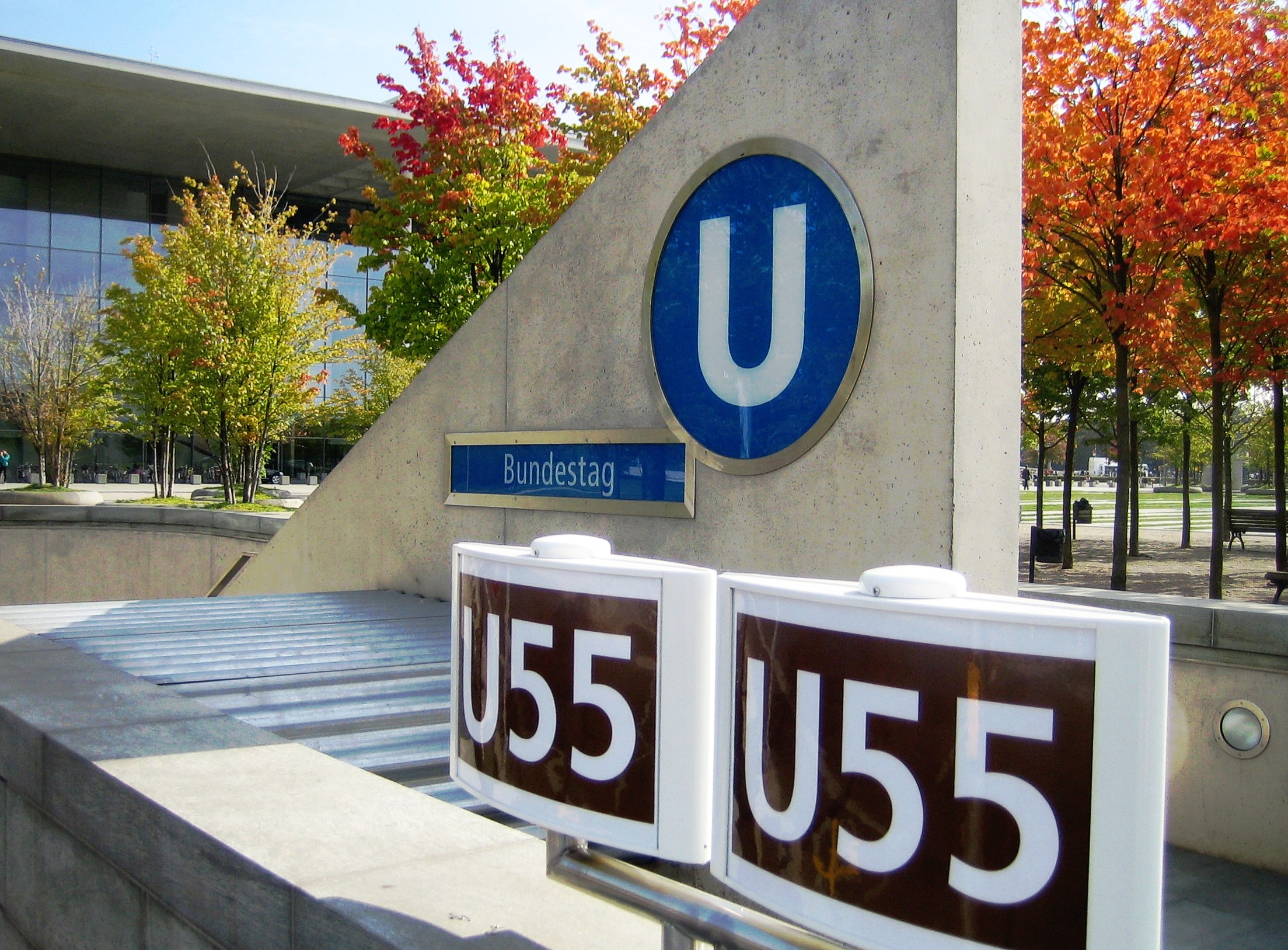
Eingang zum U-Bahnhof Bundestag

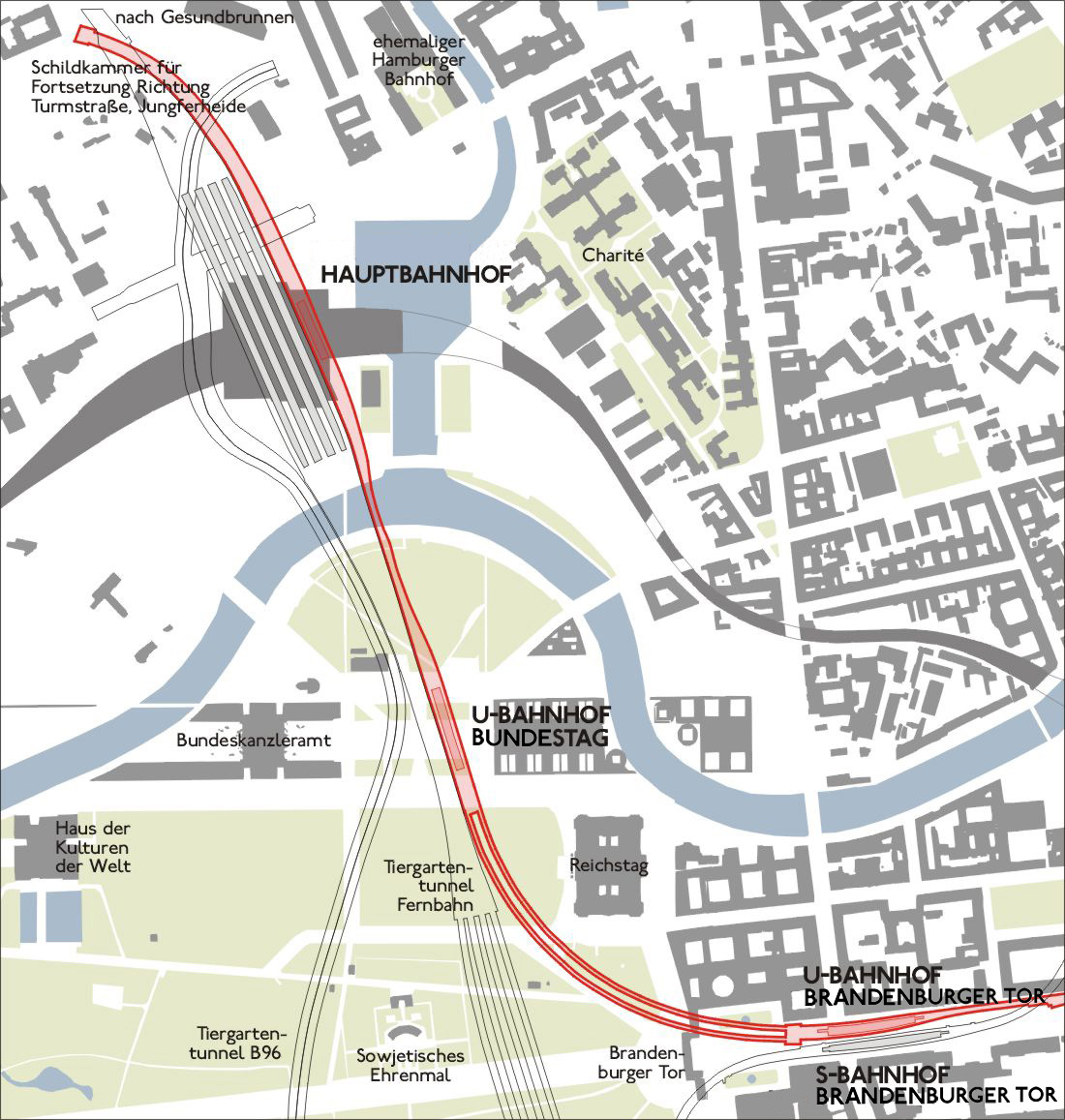
Bündelung der örtlichen Nord-Süd-Verkehrsachsen an der Stelle des Bürgerforums im Zentrum des Spreebogens

Alle ober- und unterirdischen Nord-Süd-Verkehrsachsen im Umfeld des Spreebogens führen genau durch den Bereich für das Bürgerforum. Im Untergrund bündeln sich dort die drei sogenannten Tiergartentunnel: Der Tunnel Tiergarten Spreebogen, der Tunnel Nord-Süd-Fernbahn und der Tunnel der U-Bahn-Linie U5. Für den an dieser Stelle liegenden U-Bahnhof Bundestag wurden bei der Errichtung bereits Bauvorleistungen für direkte Zugänge zum Bürgerforum berücksichtigt. Durch die unterirdische Verlagerung der Hauptverkehrsströme verbleibt oberirdisch nur ein kleiner Rest an Gelegenheits- und städtischem Busverkehr, sodass der Ort im Wesentlichen den Fußgängern vorbehalten bleibt.
Eine vollständige Verdrängung des oberirdischen Straßenverkehrs konnte entgegen ursprünglichen Planungen nicht erreicht werden. Die beim Bau des Bandes des Bundes provisorisch angelegte Straße zur Umfahrung der Schweizer Botschaft zerschneidet den Spreebogenpark und das Bürgerforum und verhindert die Fertigstellung geplanter Wegebeziehungen. Ein Rückbau der Straße scheiterte bisher – entgegen der ursprünglich abgestimmten Verkehrsplanung – an Sicherheitsüberlegungen seitens Bundestag und Bundeskanzleramt. Gespräche zwischen dem Land Berlin und dem Bund über einen Kompromiss scheiterten 2008 zunächst. Erst im Jahr 2018 konnte Einigkeit über einen neuen Kompromissvorschlag erzielt werden, der den Rückbau der Umfahrungsstraße an der Schweizer Botschaft sowie eine Sperrung der Straße am Bundeskanzleramt für den Durchgangsverkehr beinhaltet. Dagegen bleibt die zunächst provisorische angelegte Straße über das Bürgerforum als Ersatz für die gesperrte Durchfahrt vor dem Paul-Löbe-Haus erhalten.